# Seznam křížových cest v Česku
Tento seznam obsahuje zejména křížové cesty tvořené sestavou kapliček či jiných podobných artefaktů v exteriéru, na kopcích, poutních místech a podobně. Jinak jsou křížové cesty tvořené obrazy, reliéfy, mozaikami apod. běžnou součástí interiéru katolických kostelů.

## Křížové cesty
- Seznam křížových cest v Praze
- Seznam křížových cest ve Středočeském kraji
- Seznam křížových cest v Jihočeském kraji
- Seznam křížových cest v Plzeňském kraji
- Seznam křížových cest v Karlovarském kraji
- Seznam křížových cest v Ústeckém kraji
- Seznam křížových cest v Libereckém kraji
- Seznam křížových cest v Královéhradeckém kraji
- Seznam křížových cest v Pardubickém kraji
- Seznam křížových cest v Kraji Vysočina
- Seznam křížových cest v Jihomoravském kraji
- Seznam křížových cest v Olomouckém kraji
- Seznam křížových cest v Moravskoslezském kraji
- Seznam křížových cest ve Zlínském kraji

## Sedm zastavení bolesti Panny Marie
Křížová cesta jako soubor 7 vyobrazení, sedm zastavení bolesti Panny Marie, spojený s pobožností Sedmi bolestí Panny Marie nebo pobožností Pašijové cesty
- Hora Matky Boží u Králík
- Křížová cesta (České Budějovice) – zaniklá
- Sedm zastavení bolesti Panny Marie (Český Krumlov)
- Křížová cesta (Cheb) – zaniklá
- Sedm zastavení bolesti Panny Marie (Klášterec nad Ohří)
- Sedm zastavení bolesti Panny Marie (Kryry)
- Sedm zastavení bolesti Panny Marie z Libkovic, kapličky přemístěny do Vtelna v Mostě
- Křížová cesta (Moravská Třebová)
- cesta z Rychnova nad Malší na poutní místo U Svatého Kamene v Dolním Dvořišti

## Moderní a netradiční křížové cesty
- Bolestné kameny v Píseckých horách, 14 zastavení křížové cesty moderního člověka
- křížová cesta k Protržené přehradě Desná v Jizerských horách, 12 dřevěných soch z několika ročníků Dřevosochání v Desné, vztažených k někdejší tragédii.
- Křížová cesta (Šarovy), 14 stejných číslovaných siluetových betonových křížů a dvě „kaple“ z válcovaných plechových plátů
- Křížová cesta 21. století (Kuks), „Příběh utrpení a nadějí člověka“, soubor soch, moderní reakce na neuskutečněný záměr hraběte Šporka
- Křížová cesta ke svobodě, Jáchymov. 16 kamenných plastik připomíná utrpení politických vězňů v uranových dolech.
- Křížová cesta v Bukovanech (okres Hodonín), soubor 14 netradičních betonových artefaktů, velmi abstraktní zpracování tradičních 14 zastavení křížové cesty
- Meditační křížová cesta v Jiřicích u Moravských Budějovic, 14 zastavení se 17 obrazy Bedřišky Znojemské, výjevy ze současného světa odkazující k tradiční křížové cestě
- pískovcová křížová cesta od akademického sochaře Romana Podrázského v rámci Památníku obětem zla – Meditační zahrady v Plzni
- Sudecká křížová cesta () u Bílé Vody, 14 zastavení, kterými jsou kachle vsazené do dřevěných sloupků, symbolicky vyjadřují vztah člověka a krajiny a dotýkají se poválečného vysídlení původních obyvatel.